# Józef Owczarski
Józef Owczarski (ur. 19 marca 1893 w Padniewie, zm. 9–11 kwietnia 1940 w Katyniu) – podpułkownik piechoty Wojska Polskiego, inwalida wojenny, kawaler Orderu Virtuti Militari, ofiara zbrodni katyńskiej.

## Życiorys
Urodził się 19 marca 1893 w Padniewie, w powiecie mogileńskim, w rodzinie Marcina i Józefy z Lewandowskich. Absolwent szkoły ludowej w Młynach. Organizator powstania szkolnego przeciwko zakazowi mówienia po polsku. Ukarany aresztem. Działacz Polskiego Towarzystwa Młodzieży. Od 1914 w armii niemieckiej, po utracie ręki zwolniony w 1915 ze służby. 
W grudniu 1918 i styczniu 1919 dowodził oddziałem powstańczym w okolicach Inowrocławia. Od kwietnia 1919 w 59 pułku piechoty w stopniu podporucznika. Walczył na wojnie z bolszewikami. Ranny w 1920 nad Berezyną. 20 kwietnia 1920 awansował na porucznika.
Po zakończeniu wojny kontynuował służbę w 59 pp. W 1922 ukończył szkołę handlową. 31 marca 1924 roku został mianowany kapitanem ze starszeństwem z 1 lipca 1923 roku i 78. lokatą w korpusie oficerów piechoty. Później został przeniesiony do 45 pułku piechoty na stanowisko kwatermistrza. 17 grudnia 1931 został mianowany majorem ze starszeństwem z 1 stycznia 1932 roku i 9. lokatą w korpusie oficerów piechoty. W marcu 1932 został przeniesiony do 43 pułku piechoty w Dubnie na stanowisko dowódcy batalionu. W kwietniu 1934 został przesunięty w 43 pp na stanowisko kwatermistrza. Na stopień podpułkownika został mianowany ze starszeństwem z 19 marca 1939. 
Pełnił służbę w Ośrodku Zapasowym 13 DP. W nieznanych okolicznościach, po agresji ZSRR na Polskę (17 września 1939), dostał się do niewoli sowieckiej. Według stanu z 18 listopada 1939 był osadzony w obozie jenieckim w Kozielsku. Między 7 a 9 kwietnia 1940 został przekazany do dyspozycji naczelnika Zarządu NKWD Obwodu Smoleńskiego – lista wywózkowa 015/2 z 5 kwietnia 1940, poz. 87. Między 9 a 11 kwietnia 1940 został zamordowany w Katyniu przez funkcjonariuszy Obwodowego Zarządu NKWD w Smoleńsku oraz pracowników NKWD przybyłych z Moskwy na mocy decyzji Biura Politycznego KC WKP(b) z 5 marca 1940. Ofiary tej zbrodni grzebano w bezimiennych mogiłach zbiorowych, gdzie od 28 lipca 2000 mieści się oficjalnie Polski Cmentarz Wojenny w Katyniu. W miejscu tym prowadzone były ekshumacje i prace archeologiczne. W 1943 jego ciało zostało zidentyfikowane w toku ekshumacji nadzorowanych przez Niemców pod numerem 3506 – dosł. określony jako Owczarski Josef (raport dzienny z 29 maja 1943). Przy jego szczątkach znaleziono: legit. osob. MSWojsk., legitymację Krzyża Virtuti Militari, dwa listy, świadectwo szczepienia w Kozielsku, kartkę z zapiskami, medalik z łańcuszkiem. Figuruje na liście Komisji Technicznej PCK pod numerem 03506. W Archiwum Robla wymieniony m.in. w pakiecie 03-01, na niedatowanej liście nazwisk w materiałach znalezionych przy szczątkach Łukasza Zwierkowskiego, a także we wpisie z 18 listopada 1939 w notatniku znalezionym przy szczątkach Kazimierza Szczekowskiego (pakiet 01231-04).  
5 października 2007 roku Minister Obrony Narodowej Aleksander Szczygło mianował go pośmiertnie do stopnia pułkownika. Awans został ogłoszony 9 listopada 2007 roku, w Warszawie, w trakcie uroczystości „Katyń Pamiętamy – Uczcijmy Pamięć Bohaterów”.  

### Życie prywatne
Był żonaty z Cecylią z Krynów, z którą miał córki: Halinę i Irenę.

## Ordery i odznaczenia
- Krzyż Srebrny Orderu Wojskowego Virtuti Militari nr 72
- Krzyż Niepodległości (20 lipca 1932)[22]
- Srebrny Krzyż Zasługi (24 grudnia 1928)[23]
- Medal Pamiątkowy za Wojnę 1918–1921[24]
- Medal Dziesięciolecia Odzyskanej Niepodległości[24]
- Odznaka 59. Pułku Piechoty Wielkopolskiej[24]
- Odznaka 45. Pułku Piechoty Strzelców Kresowych[24]